# Chilotomina oberthuri
Chilotomina oberthuri es un coleóptero de la familia Chrysomelidae.
Fue descrita científicamente en 1876 por Lefèvre.